# Helen Keller in Her Story
Helen Keller in Her Story, auch bekannt als The Unconquered, ist ein US-amerikanischer Dokumentarfilm aus dem Jahr 1954 von Nancy Hamilton.

## Handlung
Der Film erzählt die Geschichte der amerikanischen Schriftstellerin Helen Keller (1880–1968), die im Alter von zwei Jahren taubblind wurde. 1887 wurde sie von Anne Sullivan Macy, einer 21-jährigen sehbehinderten Lehrerin, betreut, die ihr das Fingeralphabet beibrachte.
Ihr Lebenshintergrund und ihre Kindheit und Jugend wird mit Ausschnitten von Wochenschauen sowie Fotografien begleitet. Ansonsten zeigt der Film Aufnahmen aus dem Alltagsleben der Schriftstellerin. Besonders die Karriere und die Lernleistungen Helen Kellers werden herausgestellt. Zusammen mit ihrer Lehrerin Anne und, nach Annes Tod, ihrer Freundin Polly Thompson zeigen sie der Öffentlichkeit, wie Taubblinde mit Hilfe ihrer Finger kommunizieren können.
Ein weiteres Thema sind Helen Kellers Reisen ins Ausland und ihre Treffen mit Prominenten wie dem Geiger Jascha Heifetz, dem US-Präsidenten Dwight D. Eisenhower, der Tänzerin Martha Graham und dem Regisseur Guthrie McClintic.

## Auszeichnungen
1956 wurde der Film mit dem Oscar in der Kategorie Bester Dokumentarfilm ausgezeichnet.
Im Jahr 2023 erfolgte die Aufnahme in das National Film Registry.

## Hintergrund
Die Premiere fand am 15. Juni 1954 statt.
Sprecherin des Films war Katharine Cornell, eine Freundin Helen Kellers.
Schon 1919 wurde Helen Kellers Leben verfilmt. In dem Spielfilm Deliverance wurde sie von Etna Ross (als Kind) und Ann Mason (als junge Frau) dargestellt. Hier trat sie auch selber vor die Kamera. Helen Kellers Lebensgeschichte war die Grundlage für weitere Filmbiografien, wie z. B. Licht im Dunkel von Arthur Penn (1962).